# HDCP
HDCP ou High-bandwidth Digital Content Protection (em português: "proteção de conteúdo digital em banda larga") é um sistema de proteção anticópia desenvolvido pela Intel em 1990 para proibir que conteúdo protegido por direitos autorais sejam armazenados ao passarem pelas saídas de áudio e vídeo. O HDCP está presente nas conexões DVI, HDMI, GVIF e UDI
O HDCP é uma tecnologia complexa. Desenvolvida pela Intel nos anos 1990, seu objetivo é muito maior do que impedir cópias de discos. É uma solução completa para impedir cópias de vídeo digital de alta resolução.
O HDCP não permite a cópia do conteúdo, mesmo se permitida pelas leis de fair use. Os sistemas podem parar conteúdos protegidos HDCP caso não suportem ou foram modificados com o intuíto de copiar o conteúdo protegido.
Em 19 de janeiro de 2005, A Associação Industrial da Informação, Comunicação e Consumo Eletrotécnico (EICTA) anunciou que o HDCP é requerido no padrão europeu "HD ready" .

## Funcionamento
Cada aparelho sai da fábrica com sua própria chave, um longo código de números. Quando o player Blu-ray é conectado ao aparelho de TV através de um cabo DVI ou sua versão mais moderna, HDMI, as duas máquinas comparam suas chaves para produzir um terceiro código. O sinal de vídeo transmitido do player para a TV é, então, embaralhado, criptografado por este último código, tornando impossível de ser exibido por qualquer outro aparelho que não aqueles dois.
Neste modo impede a presença de um gravador entre a TV e o player. Como a operação é complexa, demora um tempo para decodificar o sinal de vídeo, o que atrasa um pouco o sinal da TV digital de alta resolução.
O esquema de proteção vai além disto. Se por um acaso um determinado aparelho é comprometido – se o seu código secreto vaza – ele pode ser de certa forma cancelado. Todo novo disco Blu-ray vem abastecido de uma lista de chaves bloqueadas. Ele não tocará nos aparelhos daquela determinada série porque uma unidade foi desbloqueada em algum canto do mundo.

## Usos
Os dispositivos HDCP são divididos em três categorias:
FonteA fonte envia o conteúdo para ser exibido. Exemplos incluem set-top boxes, DVD, HD DVD, tocadores de Blu-ray, e placas de vídeo de computadores. Uma fonte apenas há um transmissor HDCP/HDMI.
ReceptorO receptor renderiza o conteúdo para exibir o que for possível. Exemplos incluem TVs e projetores digitais. Os receptores possuem um ou mais receivers HDCP/HDMI.
RepetidorUm repetidor aceita o conteúdo, descriptografa-o e recriptografa-o e retransmite os dados. Isso causa algum processamento de sinal, como fazer upscaling de vídeo numa resolução maior que a do vídeo original, ou a dividir a porção de áudio do sinal. Repetidores tem entradas e saídas HDMI. Exemplos incluem receivers de home theater que separam e amplificam o sinal de áudio, enquanto retransmitem o vídeo para ser exibido na TV. Um repetidor também pode simplesmente enviar o fluxo de entrada de dados para multiplicar a saída para a exibição do conteúdo em múltiplos monitores.
Cada dispositivo pode conter um mais transmissores ou receivers HDCP. (Um simples transmissor ou chip de receiver pode combinar as funcionalidades HDCP e HDMI)

## Presença
Todos os aparelhos que usam cabos HDMI possuem HDCP. Isso inclui as consolas de videojogos, a caixa descodificadora de televisão por cabo em alta definição, a Apple TV e os leitores Blu-ray
Ambos os sistemas operativos Windows Vista e Windows 7 usam HDCP nas placas de vídeo e em monitores.

## Contrapontos
Strippers de HDCP removem a informação HDCP do sinal de vídeo, a possibilitar o livre fluxo de dados em dispositivos que não suportam HDCP.

### Criptoanálise
Antes do HDCP ser empregado em qualquer produto comercial, os pesquisadores de criptanálise demonstraram falhas no sistema.
Em 2001, Scott Crosby da Universidade Carnegie Mellon escreveu um jornal periódico com Ian Goldberg, Robert Johnson, Dawn Song, e David Wagner chamado "A Cryptanalysis of the High-bandwidth Digital Content Protection System" (A criptoanálise no sistema HDCP, traduzido), e apresentou-a no Workshop ACM-CCS8 DRM no dia 5 de Novembro.
Os autores concluíram que a troca de chaves linear do HDCP é uma falha fundamental e discutiram métodos para:
- Interceptar quaisquer dados.
- Clonar qualquer dispositivo com apenas sua chave pública.
- Evitar listas negras em dispositivos.
- Criar novos dispositivos vetores-chaves.
- Em agregado, usurpar a autoridade completamente.

Eles também dizem que o esquema de troca de Blom pode ser quebrado pelo denominado ataque conspiratório: a obter as chaves de 39 dispositivos e a reconstruir a matriz simétrica secreta que foi usado para computá-los.
Enquanto isso, Niels Ferguson independentemente pronunciou que havia quebrado o esquema HDCP, mas ele não publicou sua pesquisa, a demonstrar sua preocupação com o Actos de Direitos de Cópia do Milénio.

### Vazamento da chave mestre
Em 14 de Setembro de 2010, O site Engadget relatou um vazamento de uma chave mestre HDCP que pode neutralizar o recurso de revocação da chave do HDCP.  Ele não pode detectar imediatamente quem descobriu a chave ou como eles descobriram-a, através  da descoberta que foi anunciado via atualização do Twitter que hiperligou ao sítio Pastebin snippet a conter a chave e as instruções de como usá-las. O Engadget disse que o hacker pode ter usado o método proposto por Crosby em 2001 para obter acesso à chave mestre, todavia eles haviam citado um outro pesquisador. Em 16 de Setembro, a Intel admitiu a falha e reconheceu que o sistema foi quebrado. A Intel está a promover um processo legal contra todos que produziram hardware capaz de burlar o HDCP, possivelmente sob DMCA.

## Problemas
O HDCP pode causar problemas para os usuários que querem conectar múltiplas telas em um dispositivo; por exemplo, uma barra com vários televisores conectados ao um receiver satélite. O HDCP pode criar várias chaves, a permitir que cada tela opere, mas o número varia de dispositivo para dispositivo, por exemplo. Os receivers satélites do tipo Disco ou Céu podem gerar até 16 chaves. A tecnologia algumas vezes causa problemas capazes de não estabelecer uma conexão, especialmente em aparelhos de alta definição mais velhos.
Edward Felten escreveu "O principal efeito prático do HDCP foi criar mais um método para fazer seus dispositivos electrónicos não funcionarem apropriadamente com o seu televisor," e concluiu que o resultado do fiasco da chave mestre foi "menos um sistema de segurança que uma ferramenta para modelar o mercado consumidor de electrónicos"

## Versões e entradas que possuem HDCP
| Versão | Interfaces suportadas                                                                  |
| ------ | -------------------------------------------------------------------------------------- |
| 1.0    | DVI                                                                                    |
| 1.1    | DVI, HDMI                                                                              |
| 1.2    | DVI, HDMI                                                                              |
| 1.3    | DVI, HDMI, UDI, GVIF, DP                                                               |
| 2.0    | [Interface Independent Adaptation, Qualquer inteface baseada em IP, comprimida ou não] |